# Коцонька
Коцонька (пол. Kocońka) — гірська річка в Польщі, у Суському повіті Малопольського воєводства. Ліва притока Ляхівки, (басейн Балтійського моря).

## Опис
Довжина річки 8,7 км, найкоротша відстань між витоком і гирлом — 7,45 км, коефіцієнт звивистості річки — 1,17. Формується притоками та безіменними струмками.

## Розташування
Бере початок на південних схилах вершини Петрасова (814 м) на висоті 650 м над рівнем моря у гміні Шлемень. Спочатку тече переважно на північний схід через село Ліс, потім повертає на південний схід, тече через Кукув і у селі Стришава впадає у річку Ляхівку, ліву притоку Стришавки.

## Цікавий факт
- У селі Кукув річку перетинає автошлях 946 (Живець — Суха-Бескидзька).